# Nationaal park Urho Kekkonen
Het nationaal park Urho Kekkonen (Fins: Urho Kekkosen kansaliispuisto/ Samisch: Urho Kekkonena álbmotmeahcci/ Zweeds: Urho Kekkonens nationalpark) bevindt zich op het grondgebied van de gemeenten Savukoski en Inari in Fins Lapland. Het is het op een na grootste nationaal park van het land met een oppervlakte van 2538 km². Het kwam tot stand in 1953 en strekt zich uit van de regio Tautatunturi in het noorden tot aan de wouden van Savukoski in het zuiden. In het oosten grenst het aan Rusland. De E75 vormt gedeeltelijk de westelijke grens.
Het 179 km² grote natuurpark Sompio ligt binnen de grenzen van het nationaal park. Het is zonder toelating niet toegankelijk behalve op de twee natuurpaden, respectievelijk 6.5 en 12 km lang.
Het nationaal park is een mengeling van rotsachtige bergen (fjells), zacht hellende hoogvlakten, krachtige pijnbomen, mosachtige sparrenbossen, sombere hoogvenen en meanderende rivieren.

## Het landschap
In het noordwesten domineren vanaf de E 75 bij Saariselkä en Kiilopää de zachte hellingen van de Rautatunturi bergketen het landschap. In de valleien overheersen de stoere coniferen. De Suomujoki en bijrivieren vloeien er oostwaarts, soms meanderend, soms onstuimig.
In het noordoosten maken hoge bergen zoals de Sokosti (718m) deel uit van de Saariselkä-wildernis. Tunturi’s (fjells), steile rotswanden en diepe kloven zijn kenmerkend voor dit gebied. De vegetatie is karig in een uitgestrekte boomloze toendra. We treffen er heide en droge beukenbossen aan met vaak een rijke korstmossenvegetatie.
Belangrijke hoogvenen beheersen het gebied in het zuidwesten. Zelfs naar Lapse normen zijn de Aapa-venen van Repoaapa en Mamminaapa zeer uitgestrekt. Nochtans zijn het slechts de overblijfselen van de vroegere Sompio-moerassen. Het is het uitverkoren gebied van een rijke vogelpopulatie. Tijdens het broedseizoen is het betreden van dit gebied verboden. Grote zwermen steekmuggen helpen dit verbod respecteren. De bossen in dit deel van het park worden gekenmerkt door sparren met lange baarden van korstmos en dikke mostapijten.
In het zuidoosten van Urho Kekkonen ligt, doorsneden door smalle rivieren, de laagvlakte van Kemin-Sompio en Nuorttijoki. Het meest verlaten is de vallei van de Jaurujoki die naar het oosten vloeit. In het uiterste zuidoosten vloeit de Nuorttijoki midden de meest vruchtbare vegetatie van het nationaal park. Het is een typisch oud boslandschap met Schotse pijnbomen en sparren. De fauna van het gebied is nagenoeg volledig intact gebleven. Men treft er ook de grotere roofdieren aan.
In het algemeen is de grond van dit nationaal park arm aan voedingsstoffen wat de aanwezigheid verklaart van een beperkte flora. De stenige vlaktes zijn het domein van mossen en korstmossen. Op de heideflanken van de fjells treffen we korstmossen en, in de lagere gedeelten, berken aan.

## Aanwezigheid van de mens
Ondanks zijn ruwheid heeft het gebied de mens aangetrokken. Tweeduizend jaar geleden jaagden de bos-Saami van Sompio al in het Koilliskaira-gebied. Vanaf het einde van de 19e eeuw beoefende men er de rendierteelt, getuige de sporen van oude valkuilen voor de jacht op wilde rendieren. Ook treft men er nog de resten aan van oude afsluitingen en hutten. Sinds lang werd er in het gebied naar goud gezocht; ook vandaag nog mag men dit met traditionele middelen doen. De parels van de beekparelmossel daarentegen moeten onaangeroerd blijven.

## Bereikbaarheid
Men kan het noorden van het park bereiken via rijksweg 71 die van Ivalo naar de Russische grens voert bij Raja-Jooseppi. Er is een busverbinding met Ivalo.
De E75 die Rovaniemi met Ivalo verbindt loopt langsheen de westzijde van het park met bezoekerscentra in Saariselkä, Kiilopää en Tankavaara. Er is een dagelijkse busverbinding met Rovaniemi en Ivalo.
In het zuiden loopt weg 9761 van Savukoski tot in Tulppio. Op werkdagen is er vanuit Kemijärvi een bus naar Tulppio dat op 15 km van het park ligt.
In Rovaniemi en Kemijärvi is er een spoorwegstation. Vliegvelden zijn er in Rovaniemi en Ivalo.

## Fauna en flora
Bewoners van het gebied zijn onder meer:
- Raaf (Corvus corax)
- Laplanduil (Strix nebiola)
- Barmsijs (Carduelis flammea)
- Moerassneeuwhoen (Lagopus lagopus)
- Steenarend (Aquila chrysaetos)
- Bruine beer (Ursus arctos)
- Boslemming (Myopus schisticolor)
- Beekforel (Salmo trutta fario)
- Beekparelmossel (Margaritifera margaritifera)

Enkele planten:
- Bosooievaarsbek (Geranium sylvaticum)
- Zweedse kornoelje (Cornus suecica)
- Kartelblad (Pedicularis sceptrum-carolinum)